# Geschichte des modernen indischen Rechts
Die Geschichte des modernen indischen Rechts beginnt mit der Gründung der englischen East India Company durch Elisabeth I. im Jahr 1600 und der folgenden ersten englischen Siedlung in Surat 1612. Für die in Dienst der East India Company stehenden Engländer hatte jene bereits früh das Privileg erhalten, eigenes Recht zu erlassen. Der enorme Zuwachs an Engländern und Indern im Dienst der Gesellschaft und das wachsende Handelsvolumen führte bald dazu, die Verwaltung in den sog. presidency towns Madras, Bombay und Kalkutta zu konzentrieren. 1726 schuf die englische Krone in diesen Städten besondere königliche Gerichte, die Mayor’s Courts, denen die Rechtsprechung bei Streitigkeiten zwischen ortsansässigen Engländern, sowie Engländern und Indern, anvertraut war. Diese Gerichte hatten „according to justice and right“ zu urteilen, was nichts Anderes meinte als das englische common law einschließlich des geltenden statute law, soweit es nicht aufgrund der örtlichen Verhältnisse offensichtlich keine Anwendbarkeit fordern konnte.
Besonders im Bereich des Erb- und Familienrechts zeigte sich bald, dass die Anwendung englischen Rechts zwischen Indern oft unangemessen war. Als die Mayor’s Courts Ende des 18. Jahrhunderts durch mit englischen Berufsrichtern besetzte Supreme Courts ersetzt wurden, hatten diese grundsätzlich zwar weiterhin das common law anzuwenden. In den genannten Bereichen galt jedoch für die Streitigkeiten zwischen Hindu und Muslimen die Ausnahme, dass Hindu-Recht bzw. islamisches Recht anzuwenden sei. War den englischen Richtern dieses unbekannt, oblag es ihnen, sich bei hierzu ernannten Sachverständigen kundig zu machen. Nach dem Zerfall des Reichs der Großmoguln im 18. Jahrhundert gerieten bis zu Beginn des 20. Jahrhunderts fast 60 % des indischen Territoriums unter britischen Einfluss, der Rest stand unter der Hoheit einheimischer Fürsten, die die britische Krone anerkannten. Auch in deren Hoheitsgebiet richteten die Engländer englische Provinzgerichte ein, die bei Streitigkeiten um „inheritance, marriage, caste, and other religious usages and institutions“ die Religionszugehörigkeit der streitenden Parteien zu beachten hatten. Im Übrigen galt der bewährte Grundsatz, dass „according to justice, equity, and good conscience“ zu urteilen sei.
1833 wurde der englische Privy Council letzte Instanz für alle Urteile indischer Gerichte. Nicht zuletzt unter seinem Einfluss errang das englische Recht in ganz Indien eine hegemoniale Stellung. So kam er 1887 zu dem Schluss, dass justice, equity, and good conscience nichts anderes meinen könne, als die Regeln des englischen common law:

“the matter must be decided by equity and good conscience, generally interpreted to mean the rules of English law if found applicable to Indian society and circumstances”

Der oft als verworren empfundene Zustand des englischen Rechts und Unklarheit über den Geltungsanspruch eines Gesetzes in Indien erweckten – nicht zuletzt unter dem Einfluss Benthams – in vielen englischen Parlamentariern den Wunsch die Rechtslage in Indien zu ordnen. 1833 schuf das britische Parlament deshalb eine Law Commission in India unter dem Vorsitz Macaulays. Innerhalb kurzer Zeit konnte somit das Strafrecht in einem Strafgesetzbuch kodifiziert werden. Weitgehend entsprach das enthaltene Recht dem – im englischen Mutterland weiterhin unkodifizierten – englischen Recht, zusätzlich zog man den französischen Code pénal heran. 1859 konnte somit eine Kodifikation des Zivilprozessrechts, 1860 des Macaulaysche Strafgesetzbuch und  1861 eine Kodifikation des Strafprozessrechts von der britischen Krone erlassen werden. 1865 folgte der Indian Succession Act, der das Erbrecht aller Inder regelte, für die weder Hindu-Recht noch islamisches Recht ausschlaggebend war; 1872 der Indian Contract Act.
Mit der Unabhängigkeit Indiens von Großbritannien durch den India Indepence Act 1947 wurde die ehemalige Kolonie in zwei Staaten zerteilt: Pakistan und Indien. Indien gab sich 1950 eine Verfassung. Diese enthält – im Gegensatz etwa zur australischen oder kanadischen Verfassung – auch einen Grundrechtskatalog. Frauen erhielten 1950 umfassendes Wahlrecht. Indien ist ein Bundesstaat aus 16 Gliedstaaten. Die Gesetzgebungskompetenz für das bürgerliche Recht, das Strafrecht und das Verfahrensrecht ist Bund und Gliedstaaten im Wege konkurrierender Kompetenz zugewiesen. In ganz Indien gilt deshalb im Wesentlichen ein einheitliches, kodifiziertes Recht. Die Gesetze aus der Kolonialzeit blieben grundsätzlich in Kraft. Der Stil des indischen Rechts, die Eigenheiten des Verfahrensrechts, die Stellung des Richters und Rolle der Rechtsanwälte und Argumentationsmethode bleiben im englischen common law verwurzelt.